# Lukáš Bielák
Lukáš Bielák (* 14. prosince 1986, Ružomberok, Československo) je slovenský fotbalový obránce, od září 2013 působí v polském klubu Górnik Łęczna.

## Klubová kariéra
Bielák je odchovancem klubu z rodného města MFK Ružomberok. Na seniorské úrovni hrál na Slovensku v FK Rača a Tatran Liptovský Mikuláš, v roce 2008 se vrátil do Ružomberku.
V létě 2013 přestoupil do polského druholigového týmu Górnik Łęczna. Na konci sezony 2013/14 postoupil s Górnikem do Ekstraklasy.